# Ramon Zenhäusern
Ramon Zenhäusern, född 4 maj 1992 i Bürchen, är en schweizisk utförsåkare som representerar SC Bürchen. Han tävlar i slalom och storslalom och tillhör det schweiziska A-landslaget.
Zenhäuserns främsta världscupresultat är en vinst i parallellslalom i Stockholm i januari 2018. Han debuterade i världscupen i Levi november 2012, och han tog silver i juniorvärldsmästerskapen 2013.
Han deltog i slalom vid olympiska spelen i Sochi 2014. Vid de olympiska tävlingarna i alpint 2018 i Pyeongchang tog han en silvermedalj i slalom.